# Бурбулатовский сельский совет (Харьковская область)
Бурбулатовский сельский совет — входит в состав Близнюковского района Харьковской области Украины.
Административный центр сельского совета — село Бурбулатово.

## История
- 1919 — дата образования.
- После 17 июля 2020 года в рамках административно-территориальной реформы по новому делению Харьковской области[2][3] данный сельский совет, как и весь Близнюковский район Харьковской области, был упразднён; входящие в совет населённые пункты и его территории присоединены к … территориальной общине Лозовского(?) района.
- Сельсовет просуществовал 101 год.

## Населённые пункты совета
- село Бурбулатово
- село Вольное Первое
- село Вольное Второе
- село Энергетиков
- село Николаевка Первая
- село Александровка